# Пирогово (Свердловская область)
Пирогово — село в Каменском районе Свердловской области России. Входит в Каменский муниципальный округ.
Ранее входило в состав Сипавского сельсовета Каменского района.

## География

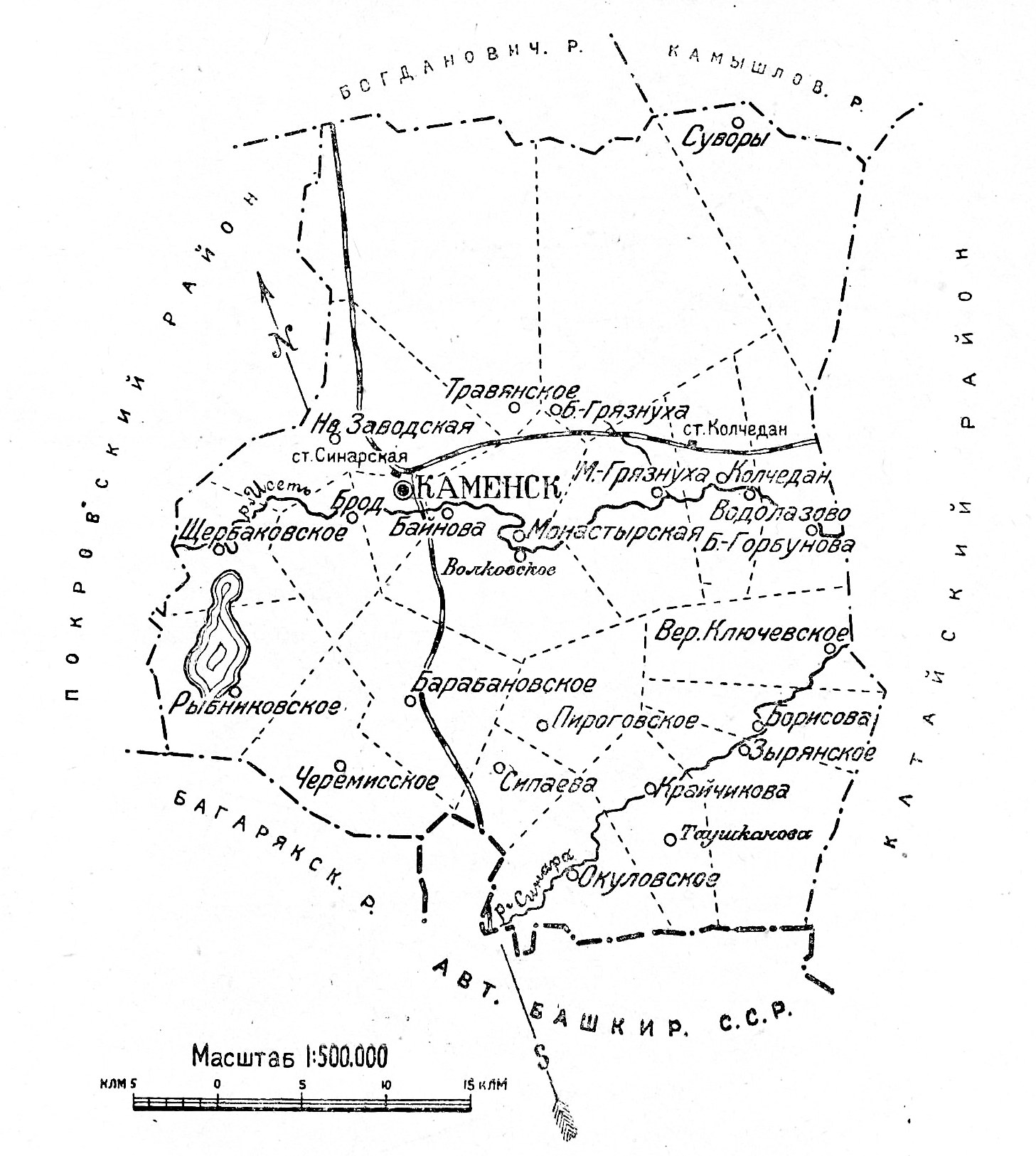
Пирогово на схеме Каменского района; 1928 год

Село Пирогово расположено в 18 километрах (по автодорогам в 20 километрах) к юго-юго-востоку от города Камеска-Уральского, по обоим берегам реки Исток (левого притока реки Синары, речной бассейн Исети), в устье правого притока — реки Сипавки. К западу от села проходит ветка Каменск-Уральский — Челябинск. В пяти километрах от Пирогова, в районе соседнего села Сипавского, расположен разъезд Сипавские Пруды Свердловской железной дороги..

## История
В конце XIX века в окрестностях найдено месторождение бокситов, также имеются крупные залежи песка.
В 1916 году село относилось к Пироговской волости. В 1928 году Пироговское входило в Пироговский сельсовет Каменского района Шадринского округа Уральской области.

## Население
| 1904 | 1926  | 2002 | 2010 | 2021 |
| ---- | ----- | ---- | ---- | ---- |
| 1605 | ↗1881 | ↘447 | ↘436 | ↘343 |

Структура
- По данным 1904 года, в селе было 282 двора с населением 1605 человек (мужчин — 797, женщин — 808), все русские, бывшие государственные[8].
- В 1926 году в селе было 405 дворов с населением 1881 человек[3].
- По данным переписи населения 2002 года, русские составляли 89 % от общего числа сельчан, башкиры — 8 %[9]. По данным переписи населения 2010 года, в селе проживали 436 человек — 216 мужчин и 220 женщин[10].

## Флоро-Лаврская церковь
В 1832 году была заложена каменная трёхпрестольная церковь. Правый придел был освящён во имя святого Василия Великого 7 февраля 1835 года, главный храм был освящён во имя мучеников Флора и Лавра 7 сентября 1841 года. Левый придел церкви был заложен в 1869 году, а освящён во имя святого Николая, архиепископа Мирликийского 25 января 1871 года. В 1937 году церковь была закрыта. Только в 1991 году храм был возвращён Русской православной церкви. В 2003 году в храме начались восстановительные работы.